# Blanka Kumbárová
Blanka Kumbárová (* 22. Juni 1976) ist eine ehemalige tschechische Tennisspielerin.

## Karriere
Kumbárová gewann während ihrer Karriere einen Einzel- und 13 Doppeltitel des ITF Women’s Circuits. Als Lucky Loser erreichte sie bei den Prokom Polish Open 1998 einmal eine Hauptrunde eines WTA-Turniers, zusammen mit Sylwia Rynarzewska im Doppel. Ihr Erstrundenmatch verloren sie gegen Karolina Jagieniak/Sarah Pitkowski mit 3:6 und 4:6. 

## Turniersiege

### Einzel
| Nr. | Datum       | Turnier | Kategorie   | Belag | Finalgegnerin        | Ergebnis |
| --- | ----------- | ------- | ----------- | ----- | -------------------- | -------- |
| 1.  | August 1993 | Doksy   | ITF $10.000 | Sand  | Monika Kratochvílová | 6:0, 7:5 |

### Doppel
| Nr. | Datum          | Turnier           | Kategorie   | Belag             | Partnerin            | Finalgegnerinnen                      | Ergebnis       |
| --- | -------------- | ----------------- | ----------- | ----------------- | -------------------- | ------------------------------------- | -------------- |
| 1.  | Oktober 1996   | Nikosia           | ITF $10.000 | Sand              | Petra Kučová         | Nóra Köves Andrea Noszály             | 7:5, 6:2       |
| 2.  | Oktober 1996   | Jūrmala           | ITF $10.000 | Teppich (Halle)   | Helena Fremuthová    | Natalia Bondarenko Maryna Szez        | 0:6, 7:61, 6:3 |
| 3.  | September 1997 | Cluj-Napoca       | ITF $10.000 | Sand              | Olga Blahotová       | Magda Mihalache Alice Pirsu           | 7:63, 4:6, 6:4 |
| 4.  | Januar 1999    | Båstad            | ITF $10.000 | Hartplatz (Halle) | Renata Kučerová      | Hanna-Katri Aalto Kirsi Lampinen      | 6:4, 6:3       |
| 5.  | Februar 2000   | Pécs              | ITF $10.000 | Sand (Halle)      | Petra Kučová         | Kinga Berecz Zuzana Ondrášková        | 7:5, 6:2       |
| 6.  | Januar 2001    | Båstad            | ITF $10.000 | Hartplatz (Halle) | Helena Vildová       | Lenka Cenková Adriana Jerabek         | 6:1, 6:3       |
| 7.  | Juli 2001      | Toruń             | ITF $10.000 | Sand              | Petra Kučová         | Gabriela Navrátilová Lenka Novotná    | 7:65, 6:3      |
| 8.  | August 2001    | Kędzierzyn-Koźle  | ITF $10.000 | Sand              | Petra Kučová         | Aljona Bondarenko Walerija Bondarenko | 6:1, 6:2       |
| 9.  | August 2001    | Valašské Meziříčí | ITF $10.000 | Sand              | Petra Kučová         | Isabel Collischonn Lenka Tvarošková   | 3:6, 7:5, 6:2  |
| 10. | Oktober 2001   | Makarska          | ITF $10.000 | Sand              | Petra Kučová         | Ivana Abramović Raffaella Bindi       | 6:4, 7:5       |
| 11. | Mai 2002       | Dubrovnik         | ITF $10.000 | Sand              | Jana Macurová        | Melissa Dowse Linda Smolenaková       | 1:6, 6:4, 6:4  |
| 12. | August 2002    | Bad Saulgau       | ITF $10.000 | Sand              | Gabriela Navrátilová | Jana Macurová Lenka Novotná           | 6:2, 6:0       |
| 13. | Juni 2004      | Doksy             | ITF $10.000 | Sand              | Tereza Szafnerová    | Jana Děrkasová Tereza Hladíková       | 6:4, 6:4       |